# Premier League 2020–21
La Premier League 2020–21 va ser la 29a edició de la Premier League, la màxima competició del futbol professional anglès. La temporada va començar el 12 de setembre de 2020 i acabara el 23 de maig de 2021. La competició es va endarrerir a causa de la pandèmia de COVID-19. Aquesta temporada va ser la segona temporada de futbol anglès que va utilitzar VAR.
El Liverpool va ser el vigent campió, el seu primer títol de la Premier League i el seu 19è títol en el futbol anglès.
Leeds United, West Bromwich Albion i Fulham van ser els clubs ascendits de la Championship, que van reemplaçar Bournemouth, Watford i Norwich City, descendits.

## Equips
A la Premier League hi competeixen vint equips, els disset amb millor classificació la temporada passada i els tres ascendits de la Championship.
| Equip                      | Ciutat        | Entrenador          | Capità                    | Estadi                      | Capacitat |
| -------------------------- | ------------- | ------------------- | ------------------------- | --------------------------- | --------- |
| Arsenal FC                 | Londres       | Mikel Arteta        | Pierre-Emerick Aubameyang | Emirates Stadium            | 60.704    |
| Aston Villa                | Birmingham    | Dean Smith          | Jack Grealish             | Villa Park                  | 42.785    |
| Brighton & Hove Albion     | Brighton      | Graham Potter       | Lewis Dunk                | Falmer Stadium              | 30.750    |
| Burnley                    | Burnley       | Sean Dyche          | Ben Mee                   | Turf Moor                   | 21.944    |
| Chelsea                    | Londres       | Thomas Tuchel       | César Azpilicueta         | Stamford Bridge             | 40.834    |
| Crystal Palace             | Londres       | Roy Hodgson         | Luka Milivojević          | Selhurst Park               | 25.486    |
| Everton                    | Liverpool     | Carlo Ancelotti     | Séamus Coleman            | Goodison Park               | 39.414    |
| Fulham                     | Londres       | Scott Parker        | Tom Cairney               | Craven Cottage              | 19.000    |
| Leeds United               | Leeds         | Marcelo Bielsa      | Liam Cooper               | Elland Road                 | 37.890    |
| Leicester City             | Leicester     | Brendan Rodgers     | Wes Morgan                | King Power Stadium          | 32.312    |
| Liverpool                  | Liverpool     | Jürgen Klopp        | Jordan Henderson          | Anfield                     | 53.394    |
| Manchester City            | Manchester    | Pep Guardiola       | Fernandinho               | Estadi Ciutat de Manchester | 55.097    |
| Manchester United          | Manchester    | Ole Gunnar Solskjær | Harry Maguire             | Old Trafford                | 74.879    |
| Newcastle United           | Newcastle     | Steve Bruce         | Jamaal Lascelles          | St. James' Park             | 52.388    |
| Sheffield United           | Sheffield     | Chris Wilder        | Billy Sharp               | Bramall Lane                | 32.125    |
| Southampton FC             | Southampton   | Ralph Hasenhüttl    | James War-Prowse          | St Mary's Stadium           | 32.505    |
| Tottenham Hotspur FC       | Londres       | José Mourinho       | Hugo Lloris               | Tottenham Hotspur Stadium   | 62.303    |
| West Bromwich Albion       | West Bromwich | Sam Allardyce       | Jake Livermore            | The Hawthorns               | 26.850    |
| West Ham United            | Londres       | David Moyes         | Mark Noble                | London Stadium              | 60.000    |
| Wolverhampton Wanderers FC | Wolverhampton | Nuno Espírito Santo | Conor Coady               | Molineux Stadium            | 32.050    |

### Canvis d'entrenador
| Equip                | Entrenador sortint | Motiu             | Data de sortida  | Classificació | Entrenador substitut        | Data d'entrada   |
| -------------------- | ------------------ | ----------------- | ---------------- | ------------- | --------------------------- | ---------------- |
| West Bromwich Albion | Slaven Bilić       | Acomiadament      | 16 desembre 2020 | 19è           | Sam Allardyce               | 16 desembre 2020 |
| Chelsea              | Frank Lampard      | Acomiadament      | 25 gener 2021    | 9è            | Thomas Tuchel               | 26 gener 2021    |
| Sheffield United     | Chris Wilder       | Consentiment mutu | 13 març 2021     | 20è           | Paul Heckingbottom (interí) | 13 març 2021     |
| Tottenham Hotspur    | José Mourinho      | Acomiadament      | 19 abril 2021    | 7è            | Ryan Mason (interí)         | 19 abril 2021    |

## Classificació i resultats

### Taula classificatòria
| Pos | Equip                    | PJ | PG | PE | PP | GF | GC | DG  | Pts | Classificació o descens                                               |
| --- | ------------------------ | -- | -- | -- | -- | -- | -- | --- | --- | --------------------------------------------------------------------- |
| 1   | Manchester City (C)      | 38 | 27 | 5  | 6  | 83 | 32 | +51 | 86  | Classificació per la Fase de Grups de la Lliga de Campions            |
| 2   | Manchester United        | 38 | 21 | 11 | 6  | 73 | 44 | +29 | 74  | Classificació per la Fase de Grups de la Lliga de Campions            |
| 3   | Liverpool                | 38 | 20 | 9  | 9  | 68 | 42 | +26 | 69  | Classificació per la Fase de Grups de la Lliga de Campions            |
| 4   | Chelsea                  | 38 | 19 | 10 | 9  | 58 | 36 | +22 | 67  | Classificació per la Fase de Grups de la Lliga de Campions            |
| 5   | Leicester City           | 38 | 20 | 6  | 12 | 68 | 50 | +18 | 66  | Classificació per la Fase de Grups de la Lliga Europa                 |
| 6   | West Ham United          | 38 | 19 | 8  | 11 | 62 | 47 | +15 | 65  | Classificació per la Fase de Grups de la Lliga Europa                 |
| 7   | Tottenham Hotspur        | 38 | 18 | 8  | 12 | 68 | 45 | +23 | 62  | Classificació per la Ronda de Play-off de la Lliga Europa Conferència |
| 8   | Arsenal                  | 38 | 18 | 7  | 13 | 55 | 39 | +16 | 61  |                                                                       |
| 9   | Leeds United             | 38 | 18 | 5  | 15 | 62 | 54 | +8  | 59  |                                                                       |
| 10  | Everton                  | 38 | 17 | 8  | 13 | 47 | 48 | −1  | 59  |                                                                       |
| 11  | Aston Villa              | 38 | 16 | 7  | 15 | 55 | 46 | +9  | 55  |                                                                       |
| 12  | Newcastle United         | 38 | 12 | 9  | 17 | 46 | 62 | −16 | 45  |                                                                       |
| 13  | Wolverhampton Wanderers  | 38 | 12 | 9  | 17 | 36 | 52 | −16 | 45  |                                                                       |
| 14  | Crystal Palace           | 38 | 12 | 8  | 18 | 41 | 66 | −25 | 44  |                                                                       |
| 15  | Southampton              | 38 | 12 | 7  | 19 | 47 | 68 | −21 | 43  |                                                                       |
| 16  | Brighton & Hove Albion   | 38 | 9  | 14 | 15 | 40 | 46 | −6  | 41  |                                                                       |
| 17  | Burnley                  | 38 | 10 | 9  | 19 | 33 | 55 | −22 | 39  |                                                                       |
| 18  | Fulham (R)               | 38 | 5  | 13 | 20 | 27 | 53 | −26 | 28  | Descens a la Championship                                             |
| 19  | West Bromwich Albion (R) | 38 | 5  | 11 | 22 | 35 | 76 | −41 | 26  | Descens a la Championship                                             |
| 20  | Sheffield United (R)     | 38 | 7  | 2  | 29 | 20 | 63 | −43 | 23  | Descens a la Championship                                             |

### Resultats
| Casa \ Fora                | ARS | AVL | BHA | BUR | CHE | CRY | EVE | FUL | LEE | LEI | LIV | MCI | MUN | NEW | SHU | SOU | TOT | WBA | WHU | WOL |
| -------------------------- | --- | --- | --- | --- | --- | --- | --- | --- | --- | --- | --- | --- | --- | --- | --- | --- | --- | --- | --- | --- |
| Arsenal FC                 | —   | 0–3 | 2–0 | 0–1 | 3–1 | 0–0 | 0–1 | 1–1 | 4–2 | 0–1 | 0–3 | 0–1 | 0–0 | 3–0 | 2–1 | 1–1 | 2–1 | 3–1 | 2–1 | 1–2 |
| Aston Villa                | 1–0 | —   | 1–2 | 0–0 | 2–1 | 3–0 | 0–0 | 3–1 | 0–3 | 1–2 | 7–2 | 1–2 | 1–3 | 2–0 | 1–0 | 3–4 | 0–2 | 2–2 | 1–3 | 0–0 |
| Brighton & Hove Albion     | 0–1 | 0–0 | —   | 0–0 | 1–3 | 1–2 | 0–0 | 0–0 | 2–0 | 1–2 | 1–1 | 3–2 | 2–3 | 3–0 | 1–1 | 1–2 | 1–0 | 1–1 | 1–1 | 3–3 |
| Burnley                    | 1–1 | 3–2 | 1–1 | —   | 0–3 | 1–0 | 1–1 | 1–1 | 0–4 | 1–1 | 0–3 | 0–2 | 0–1 | 1–2 | 1–0 | 0–1 | 0–1 | 0–0 | 1–2 | 2–1 |
| Chelsea FC                 | 0–1 | 1–1 | 0–0 | 2–0 | —   | 4–0 | 2–0 | 2–0 | 3–1 | 2–1 | 0–2 | 1–3 | 0–0 | 2–0 | 4–1 | 3–3 | 0–0 | 2–5 | 3–0 | 0–0 |
| Crystal Palace             | 1–3 | 3–2 | 1–1 | 0–3 | 1–4 | —   | 1–2 | 0–0 | 4–1 | 1–1 | 0–7 | 0–2 | 0–0 | 0–2 | 2–0 | 1–0 | 1–1 | 1–0 | 2–3 | 1–0 |
| Everton                    | 2–1 | 1–2 | 4–2 | 1–2 | 1–0 | 1–1 | —   | 0–2 | 0–1 | 1–1 | 2–2 | 1–3 | 1–3 | 0–2 | 0–1 | 1–0 | 2–2 | 5–2 | 0–1 | 1–0 |
| Fulham                     | 0–3 | 0–3 | 0–0 | 0–2 | 0–1 | 1–2 | 2–3 | —   | 1–2 | 0–2 | 1–1 | 0–3 | 1–2 | 0–2 | 1–0 | 0–0 | 0–1 | 2–0 | 0–0 | 0–1 |
| Leeds United               | 0–0 | 0–1 | 0–1 | 1–0 | 0–0 | 2–0 | 1–2 | 4–3 | —   | 1–4 | 1–1 | 1–1 | 0–0 | 5–2 | 2–1 | 3–0 | 3–1 | 3–1 | 1–2 | 0–1 |
| Leicester City             | 1–3 | 0–1 | 3–0 | 4–2 | 2–0 | 2–1 | 0–2 | 1–2 | 1–3 | —   | 3–1 | 0–2 | 2–2 | 2–4 | 5–0 | 2–0 | 2–4 | 3–0 | 0–3 | 1–0 |
| Liverpool                  | 3–1 | 2–1 | 0–1 | 0–1 | 0–1 | 2–0 | 0–2 | 0–1 | 4–3 | 3–0 | —   | 1–4 | 0–0 | 1–1 | 2–1 | 2–0 | 2–1 | 1–1 | 2–1 | 4–0 |
| Manchester City            | 1–0 | 2–0 | 1–0 | 5–0 | 1–2 | 4–0 | 5–0 | 2–0 | 1–2 | 2–5 | 1–1 | —   | 0–2 | 2–0 | 1–0 | 5–2 | 3–0 | 1–1 | 2–1 | 4–1 |
| Manchester United          | 0–1 | 2–1 | 2–1 | 3–1 | 0–0 | 1–3 | 3–3 | 1–1 | 6–2 | 1–2 | 2–4 | 0–0 | —   | 3–1 | 1–2 | 9–0 | 1–6 | 1–0 | 1–0 | 1–0 |
| Newcastle United           | 0–2 | 1–1 | 0–3 | 3–1 | 0–2 | 1–2 | 2–1 | 1–1 | 1–2 | 1–2 | 0–0 | 3–4 | 1–4 | —   | 1–0 | 3–2 | 2–2 | 2–1 | 3–2 | 1–1 |
| Sheffield United           | 0–3 | 1–0 | 1–0 | 1–0 | 1–2 | 0–2 | 0–1 | 1–1 | 0–1 | 1–2 | 0–2 | 0–1 | 2–3 | 1–0 | —   | 0–2 | 1–3 | 2–1 | 0–1 | 0–2 |
| Southampton                | 1–3 | 0–1 | 1–2 | 3–2 | 1–1 | 3–1 | 2–0 | 3–1 | 0–2 | 1–1 | 1–0 | 0–1 | 2–3 | 2–0 | 3–0 | —   | 2–5 | 2–0 | 0–0 | 1–2 |
| Tottenham Hotspur FC       | 2–0 | 1–2 | 2–1 | 4–0 | 0–1 | 4–1 | 0–1 | 1–1 | 3–0 | 0–2 | 1–3 | 2–0 | 1–3 | 1–1 | 4–0 | 2–1 | —   | 2–0 | 3–3 | 2–0 |
| West Bromwich Albion       | 0–4 | 0–3 | 1–0 | 0–0 | 3–3 | 1–5 | 0–1 | 2–2 | 0–5 | 0–3 | 1–2 | 0–5 | 1–1 | 0–0 | 1–0 | 3–0 | 0–1 | —   | 1–3 | 1–1 |
| West Ham United            | 3–3 | 2–1 | 2–2 | 1–0 | 0–1 | 1–1 | 0–1 | 1–0 | 2–0 | 3–2 | 1–3 | 1–1 | 1–3 | 0–2 | 3–0 | 3–0 | 2–1 | 2–1 | —   | 4–0 |
| Wolverhampton Wanderers FC | 2–1 | 0–1 | 2–1 | 0–4 | 2–1 | 2–0 | 1–2 | 1–0 | 1–0 | 0–0 | 0–1 | 1–3 | 1–2 | 1–1 | 1–0 | 1–1 | 1–1 | 2–3 | 2–3 | —   |

## Estadístiques

### Golejadors
| Ranquing | Jugador               | Equip             | Gols |
| -------- | --------------------- | ----------------- | ---- |
| 1        | Harry Kane            | Tottenham Hotspur | 23   |
| 2        | Mohamed Salah         | Liverpool         | 22   |
| 3        | Bruno Fernandes       | Manchester United | 18   |
| 4        | Patrick Bamford       | Leeds United      | 17   |
| 4        | Son Heung-min         | Tottenham Hotspur | 17   |
| 6        | Dominic Calvert-Lewin | Everton           | 16   |
| 7        | Jamie Vardy           | Leicester City    | 15   |
| 8        | Ollie Watkins         | Aston Villa       | 14   |
| 9        | İlkay Gündoğan        | Manchester City   | 13   |
| 9        | Alexandre Lacazette   | Arsenal           | 13   |

Font: Premier League Arxivat 2019-12-01 a Wayback Machine.

#### Hat-tricks
| Jugador                   | Equip             | Rival                   | Resultat | Data             |
| ------------------------- | ----------------- | ----------------------- | -------- | ---------------- |
| Mohamed Salah             | Liverpool         | Leeds United            | 4-3      | 12 setembre 2020 |
| Dominic Calvert-Lewin     | Everton           | West Bromwich Albion    | 5-2      | 19 setembre 2020 |
| Son Heung-min4            | Tottenham Hotspur | Southampton             | 5–2      | 20 setembre 2020 |
| Jamie Vardy               | Leicester City    | Manchester City         | 5-2      | 27 setembre 2020 |
| Ollie Watkins             | Aston Villa       | Liverpool               | 7-2      | 4 octubre 2020   |
| Patrick Bamford           | Leeds United      | Aston Villa             | 3-0      | 23 octubre 2020  |
| Riyad Mahrez              | Manchester City   | Burnley                 | 5-0      | 28 novembre 2020 |
| Pierre-Emerick Aubameyang | Arsenal           | Leeds United            | 4–2      | 14 febrer 2021   |
| Kelechi Iheanacho         | Leicester City    | Sheffield United        | 5–0      | 14 març 2021     |
| Chris Wood                | Burnley           | Wolverhampton Wanderers | 4–0      | 25 abril 2021    |
| Gareth Bale               | Tottenham Hotspur | Sheffield United        | 4–0      | 2 maig 2021      |
| Ferran Torres             | Manchester City   | Newcastle United        | 4–3      | 14 maig 2021     |

Notes
4 El jugador va marcar quatre gols

### Assistències
| Ranquing | Jugador         | Equip             | Assistències |
| -------- | --------------- | ----------------- | ------------ |
| 1        | Harry Kane      | Tottenham Hotspur | 14           |
| 2        | Kevin De Bruyne | Manchester City   | 12           |
| 2        | Bruno Fernandes | Manchester United | 12           |
| 4        | Jack Grealish   | Aston Villa       | 10           |
| 4        | Son Heung-min   | Tottenham Hotspur | 10           |
| 6        | Raphinha Dias   | Leeds United      | 9            |
| 6        | Marcus Rashford | Manchester United | 9            |
| 6        | Jamie Vardy     | Leicester City    | 9            |
| 9        | Aaron Cresswell | West Ham United   | 8            |
| 9        | Pascal Groß     | Brighton          | 8            |
| 9        | Jack Harrison   | Leeds United      | 8            |
| 9        | Timo Werner     | Chelsea           | 8            |

 Font: Premier League Arxivat 2017-06-24 a Wayback Machine.